# The King's Stamp
The King's Stamp és un curtmetratge de 1935 produït per Alberto Cavalcanti sota els auspicis de la GPO Film Unit (la unitat de producció del servei de correu britànic) i dirigit per William Coldstream. Va ser encarregat com a part de les celebracions del Jubileu de Plata del rei Jordi V el 1935. La música va ser composta per Benjamin Britten.